# Cuando la ambición se tiñe de rojo
Cuando la ambición se tiñe de rojo (en italiano: Un Detective) es una película italiana dirigida por Romolo Guerrieri y protagonizada por Franco Nero, de género cine negro.

## Reparto
- Franco Nero como Detective Stefano Belli.
- Florinda Bolkan como Vera Fontana.
- Adolfo Celi como Abogado Fontana.
- Delia Boccardo como Sandy Bronson.
- Susanna Martinková como Emmanuelle.
- Renzo Palmer como Comisionado Balsamo.
- Roberto Bisacco como Claude.
- Maurizio Bonuglia como Mino Fontana.
- Laura Antonelli como Franca.
- Geoffrey Copleston como Jefe de Policía.
- Silvia Dionisio como Gabriella.
- Marino Masé como Romanis.